# 20 Palavras ao redor do Sol
20 Palavras ao redor do Sol é o álbum de estreia da cantora Cátia de França, lançado originalmente em 1979. O álbum possui canções baseadas em João Cabral de Melo Neto, e teve participação de Zé Ramalho - na direção musical, mas também em arranjos e violas -  Dominguinhos e Sivuca nas sanfonas, além de Amelinha e Elba Ramalho nos vocais. Também contou com Lulu Santos na guitarra elétrica e Bezerra da Silva no berimbau.
O álbum foi re-lançado em 2019, comemorando quarenta anos da primeira edição, em versão LP, lançamento digital e turnê.

## Faixas
O álbum consta com arranjos de Cátia de França e Zé Ramalho.
| Lado A |                                          |                                                      |         |  |
| N.º    | Título                                   | Compositor(es)                                       | Duração |  |
| 1.     | "O Bonde"                                | Cátia de França                                      | 3:27    |  |
| 2.     | "Quem vai quem vem"                      | Cátia de França/João Cabral de Melo Neto             | 2:56    |  |
| 3.     | "Vinte palavras girando ao redor do Sol" | Cátia de França/João Cabral de Melo Neto             | 3:18    |  |
| 4.     | "Djaniras"                               | Cátia de França/Israel Semente/Xangai/Guimarães Rosa | 3:32    |  |
| 5.     | "Kukukaya (jogo da asa da bruxa)"        | Cátia de França                                      | 3:01    |  |
| 6.     | "Itabaiana"                              | Cátia de França                                      | 3:54    |  |

| Lado B |                        |                                 |         |  |
| N.º    | Título                 | Compositor(es)                  | Duração |  |
| 7.     | "Porto de Cabedelo"    | Cátia de França                 | 2:59    |  |
| 8.     | "Ensacado"             | Cátia de França/Sérgio Natureza | 4:20    |  |
| 9.     | "Coito das Araras"     | Cátia de França                 | 4:13    |  |
| 10.    | "Os Galos"             | Cátia de França                 | 2:29    |  |
| 11.    | "Sustenta a pisada"    | Cátia de França                 | 3:43    |  |
| 12.    | "Eu vou pegar o metrô" | Cátia de França/Lourival Lemes  | 2:14    |  |

## Ficha Técnica

### Músicos
- Cátia de França - vocal e violão em todas as faixas.
- Zé Ramalho - violão de 12 cordas.
- Chico Julien - baixo.
- Elba Ramalho, Amelinha, Guadalupe e Mônica Schmit - coro.
- Sivuca - sanfona e piano elétrico.
- Dominguinhos - sanfona.
- Chico Batera - bateria.
- Elber Bedaque - bateria.
- Lulu Santos - guitarra elétrica.
- Bezerra da Silva - berimbau.

### Produção de Estúdio
- Cátia de França - direção musical
- Carlos Alberto Sion - direção de produção e direção musical
- Zé Ramalho - direção de produção e direção musical
- Marcelo Falcão - assistente musical
- Manoel Magalhães - técnico de gravação
- Eugenio Carvalho - técnico de gravação
- Pedro Moura - Assistente de estúdio
- Alencar - Montagem
- Gilson de Freitas - arregimentação
- Flavio D'Alincourt - fotos
- Rogério Cavalcanti - projeto gráfico e ilustração